# بمب گیلاسی

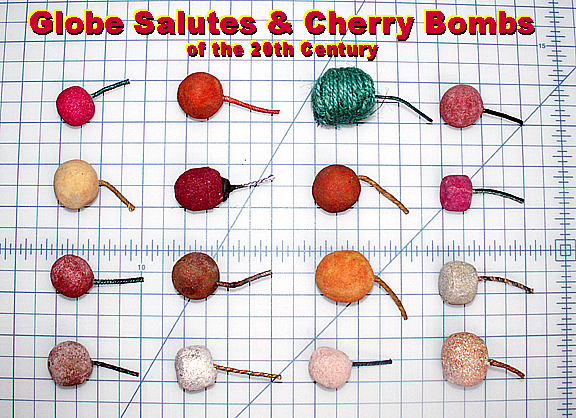
بمب های گیلاسی از ایالات متحده آمریکا

یک بمب گیلاسی (انگلیسی: Cherry Bomb آلمانی : Kirschbombe) ترقه ای است که در بسیاری از کشورها به عنوان وسیله ی آتش بازی غیرقانونی طبقه بندی می شود.

## توصیف
بمب های گیلاسی معمولاً گرد هستند، قطری در حدود 2.5 سانتی متر و با یک فیتیله سبز یا قرمز فعال می شوند. آنها حاوی هسته ای هستند که از ترکیب از ماده آتشبازی، یک لایه خاک اره و یک لایه از سیلیکات سدیم تشکیل شده است.

## موارد غیرقانونی
بمب های گیلاسی به دلیل صدای بلند و قدرت انفجاری قوی در بین نوجوانان محبوب است. بدلیل درجه ی بالایی از مواد منفجره (مضربی از نرمال ترقه) و صدمات مرتبط با آن در ایالات متحده و بسیاری از کشورهای دیگر، از جمله آلمان، بمب های گیلاسی به عنوان یک وسیله آتش بازی غیرقانونی طبقه بندی شدند و ممکن است دیگر فروخته نشوند. در ایالات متحده محصولاتی که هنوز در دسترس هستند ممکن است حداکثر 50 میلی گرم مواد منفجره در هر قطعه داشته باشد.